# Bertoši
Bertoši is een plaats in de gemeente Pazin in de Kroatische provincie Istrië. De plaats telt 275 inwoners (2001).